# Продан Гарджев
Продан Стоянов Гарджев е български състезател по борба свободен стил категория 87 кг.

## Биография
Роден е на 8 април 1936 г. в с. Росеново, Средецко. С борба започва да се занимава още от дете. Негов треньор е Костадин Жабов. Състезава се за СК „ЦСКА“ и СК „Черноморец“. Двукратен световен първенец от София (1963) и Толедо (1966). Бронзов медалист от световното първенство в Манчестър (1965) г. Печели бронзов медал от европейско първенство (1967) и сребърен медал (1968).
Олимпийски шампион от Летните олимпийски игри в Токио през 1964 г. и бронзов медалист от Летните олимпийски игри в Мексико през 1968.
Два пъти е провъзгласен за Спортист № 1 на България (1963, 1966). Неговото име носи Национален турнир по народна борба и спортен клуб в град Бургас. Почетен гражданин на Бургас (1963).

## Галерия
- Плоча на Националния стадион, където на 2 ноември 1963 г. Гарджев става световен шампион
- Анатолий Албул, Продан Гарджев и Мансур Мехдизаде, 1963 г.
- Франсиск Балла, Мансур Мехдизаде и Продан Гарджев, 1965 г.